# Malabon
Malabon (en philippin : Lungsod ng Malabon) est l'une des villes et des municipalités qui forment le Grand Manille aux Philippines.

## Personnalités
- Benedicto Cabrera (1942-), peintre et graveur, artiste national des Philippines.